# Академія перської мови та літератури
Академія перської мови та літератури (перс. فرهنگستان زبان و ادب فارسی , Farhangestân-e Zabân-o Adab-e Fârsi) — іранська наукова установа, регулюючий орган для перської мови. Базується в Тегерані. Заснована 20 травня 1935 року як Академія Ірану (فرهنگستان ایران, Farhangestân-e Iran) за ініціативою шахиншаха Рези Шаха Пахлаві. Академія діє як офіційний орган з питань мови та сприяє лінгвістичним дослідженням перської та інших мов Ірану.

## Історія
Перша академія перської мови була заснована 20 травня 1935 року під назвою Академія Ірану. Установа заснована за ініціативою Рези Шаха, а головну участь в організації академії брали міністр культури Алі-Асгар Хекмат та прем'єр-міністр Мохаммед-Алі Форугі.
Реза Шах наказав видалити іноземні запозичення з перської мови, замінивши їх перськими еквівалентами. У 1934 році Реза-Шах наказав відновити гробницю Фірдоусі та влаштувати загальнонаціональну церемонію на честь тисячі років перської літератури з часів Фірдоусі під назвою «Святкування тисячоліття Фірдоусі», запросивши відомих іранських та іноземних учених.
Серед членів академії були низка видатних літературних діячів і відомих вчених, зокрема Мохаммад-Такі Бехар, Мохаммед-Алі Форугі, Мохаммад-Алі Джамалзаде, Ахмад Матін-Дафтарі тощо.

Були також залучені деякі іноземні вчені, такі як Артур Крістенсен (з Данії), Мухаммад Гусейн Гейкал (з Єгипту), Анрі Массе (з Франції), Рафат Паша (з Єгипту), Ян Рипка (з Чехословаччини) і Саєд Вагід Ашраф (з Індії). 

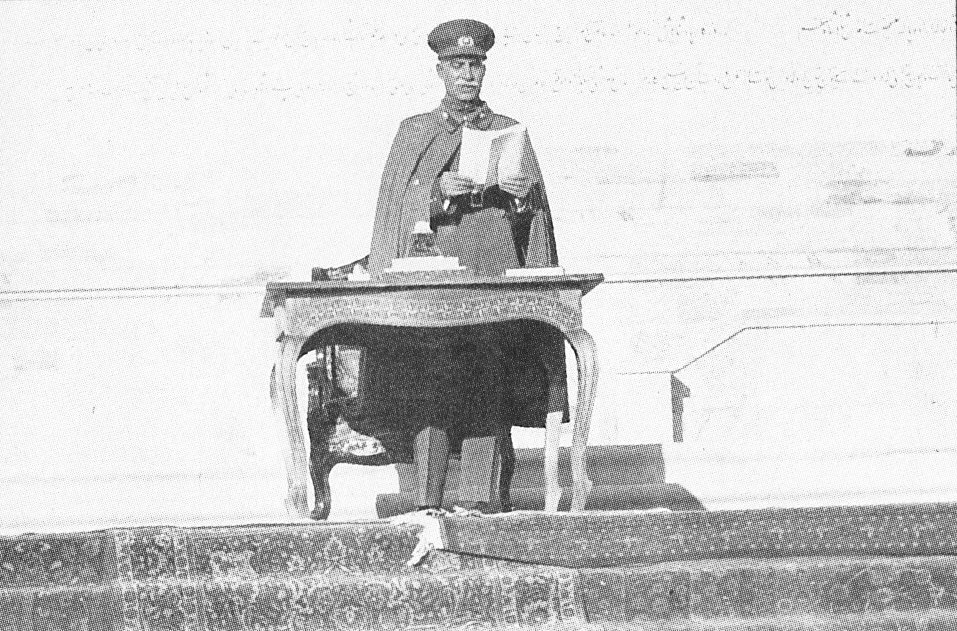
Реза Шах офіційно освячує могилу Фірдоусі після завершення святкування тисячоліття Фірдоусі
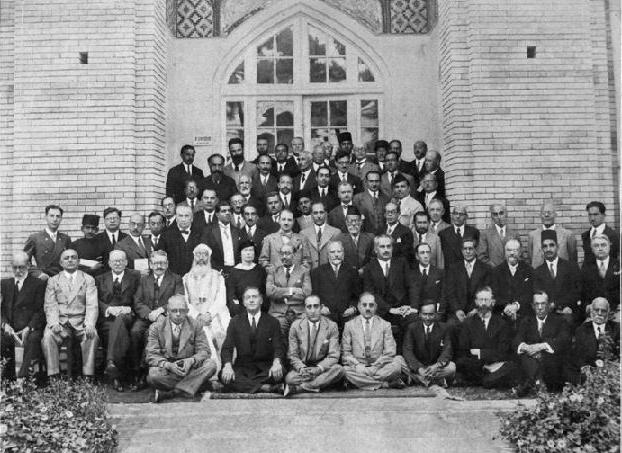
Учасники Тисячолітнього конгресу Фірдоусі в Тегерані
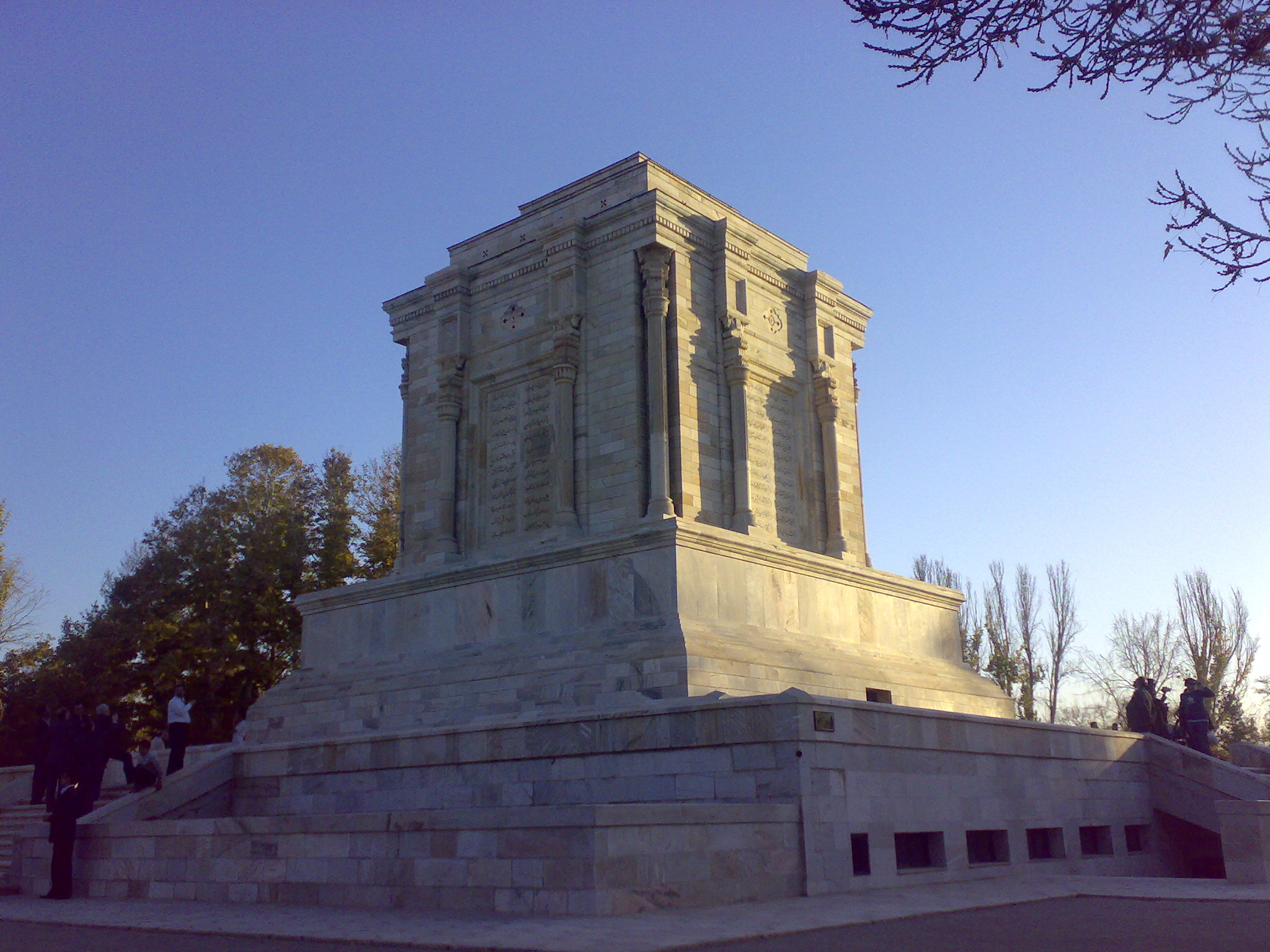
Гробниця Фірдоусі в Тусі, Іран
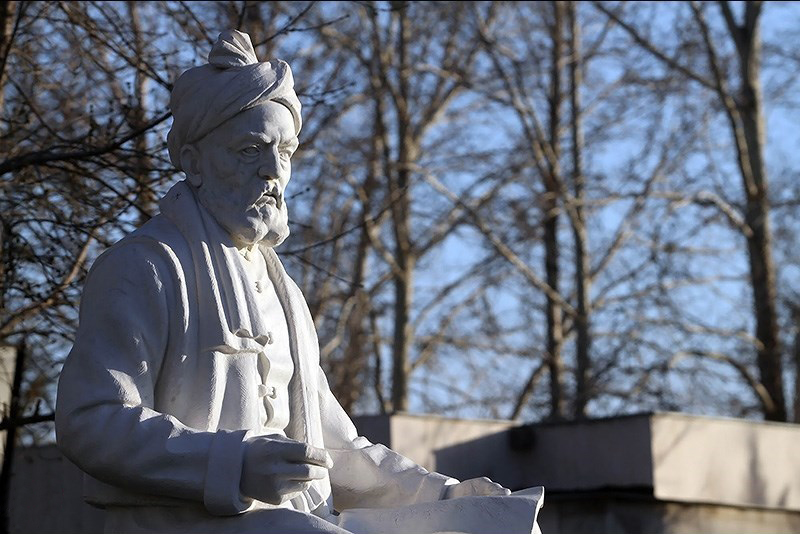
Статуя Фірдоусі в Тусі, Іран

Академія була ключовим інститутом у боротьбі за відновлення Ірану як національної держави після краху династії Каджарів. Протягом 1930-х і 1940-х років академія проводила масштабні кампанії по заміні багатьох арабських, французьких і грецьких запозичень, широке використання яких у перській мові протягом століть, що передували заснуванню династії Пехлеві, створило літературну мову, яка значно відрізнялася від розмовної перської того часу.

## Керівництво
Члени академії вибираються з магістрів перської літератури та лінгвістики. Після революції 1979 року президентом академії був призначений Хасан Хабібі, який залишався на цій посаді до своєї смерті в 2013 році. Нинішній президент — Голям-Алі Хаддад-Адель.